# Данди по прозвищу «Крокодил»
«Данди по прозвищу „Крокодил“» (англ. "Crocodile" Dundee, «Крокодил» Данди) — австрало-американский комедийный боевик 1986 года, действие которого разворачивается в австралийской глубинке и в Нью-Йорке. В картине снимались Пол Хоган в роли самого Мика Данди, за игру которого актёр получил награду «Золотой глобус», и Линда Козловски в роли репортёра Сью Чарлтон. Прототипом главного героя стал Арвидс Блументалс или Родни Анселл. Картина вдохновлена подвигами охотников в настоящей жизни. Лента была отснята менее чем за 10 миллионов австралийских долларов, как преднамеренная попытка сделать успешный австралийский фильм, который понравился бы в основном американским зрителям, но был тепло принят во всём мире.

## Сюжет
Американская журналистка Сью Чарлтон, дочь главы газетной империи Newsday, приезжает в Австралию c целью сделать репортаж о местном охотнике Мике Дж. Данди, известном в местности Уолк-эбаут-Крик (Северная территория, Австралия) под прозвищем «Крокодил». Знаменитым он стал потому, что опасная рептилия едва не откусила ему ногу, но он выжил в схватке с хищником. Сью договаривается о встрече с компаньоном «Крокодила» Уолтером Рейли, который и знакомит молодую журналистку с Данди.
Мик был воспитан аборигенами, он замечательный следопыт, знаток природы и живёт большей частью вдали от цивилизации. Журналистка проводит вместе с охотником три дня в австралийской глуши, знакомясь с местными достопримечательностями и с самим «Крокодилом», и неожиданно для себя проявляет к нему симпатию. Сью предлагает Мику посетить Нью-Йорк и лучше познакомиться с Америкой. «Крокодил» раньше никогда не бывал в большом городе, и ему многое кажется непонятным и странным. Он частенько попадает в различные нелепые ситуации и так же нелепо из них выходит. Тем не менее, он остаётся самим собой и проявляет интерес даже к незнакомым людям, что довольно быстро делает его популярным. Навыки выживания в буше оказываются полезны и в мегаполисе — Мику даже удаётся предотвратить преступление.
Сью обручена с коллегой-журналистом, и симпатия к немолодому австралийцу приводит женщину в смятение, однако очень скоро она понимает, что любит Мика и не может жить без него.

## В ролях
- Пол Хоган — «Крокодил» Мик Данди
- Линда Козловски — Сью Чарлтон
- Джон Мейллон — Уолтер Рейли
- Дэвид Галпилил — Нейвил Белл
- Майкл Ломбард[англ.] — Сэм Чарлтон
- Марк Блам — Ричард Мейсон
- Стив Рэкмэн[англ.] — Донк
- Грэм Уокер — Анджело
- Ирвинг Мецман — Швейцар
- Реджинальд Велджонсон — Гас
- Рик Колитти — Дэнни
- Джерри Скилтон[англ.] — Наггет
- Терри Гилл[англ.] — Даффи
- Питер Тернбулл — Тревор
- Кристина Тотос — Розита
- Кэйтлин Кларк[англ.] — Симона
- Алан Данлея — Динго
- Джон Снайдер[англ.] — Сутенер
- Энн Карлайл — Гвендолин
- Энн Франсин[англ.] — Фран
- Пейдж Мэтьюз — Party Girl
- Пол Греко[англ.] — Нью-Йоркер

## Прокат
В прокате фильм собрал 330 млн долларов, став одним из наиболее успешных проектов австралийского кинематографа. Занял 2-е место по доходу от проката в мировом кинематографе 1986 года (1-е место у фильма «Лучший стрелок») и 104-е за всю историю кинематографа.

## Награды
- 1987 — Премия «Золотой глобус»
  - Лучшая мужская роль (Пол Хоган)
- 1987 — номинация на премию «Золотой глобус»
  - Лучшая женская роль второго плана
- 1987 — номинация на премию «Оскар»
  - Лучший сценарий
- 1987 — номинация на премию BAFTA
  - Лучший актёр, лучший сценарий

## Факты

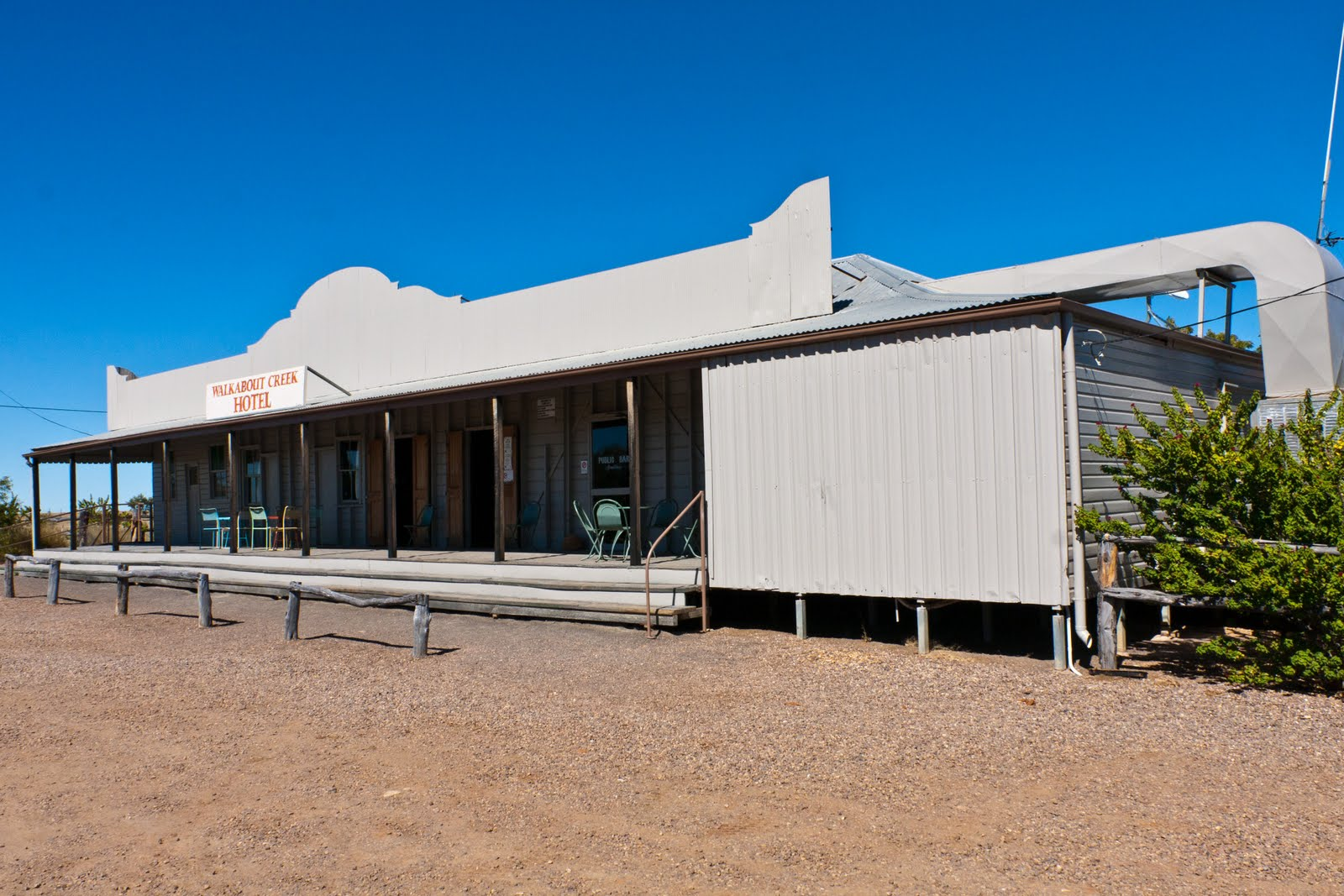
Отель Уолкэбаут-Крик

- По мнению одних источников, прообразом главного героя является Арвид Блументалс[2][3][4], а по другим Родни Анселл[5][6][7][8]
- Паб, куда Данди часто заглядывает, существует реально. В 2010 году его выставляли на продажу[9].